# Avenue Urbain Britsiers
L'avenue Urbain Britsiers (en néerlandais : Urbain Britsierslaan) est une avenue bruxelloise de la commune de Schaerbeek qui permet de rejoindre la chaussée de Haecht à partir du boulevard Lambermont. Le boulevard Lambermont passe au-dessus de la chaussée de Haecht.
Elle porte le nom d'un industriel belge, Antonius Urbanus Britsiers, né à Aerschot le 20 novembre 1844 et décédé à Saint-Josse-ten-Noode le 16 mai 1911.

## Adresses notables
- no 5 : Aéropolis II (bâtiment passif)[1]
- no 11 : La Cerisaie, maison de repos (bâtiment passif)[2]

## Voies d'accès
- arrêt Hôpital Paul Brien du tram 7